# Список послов СССР и России в Кирибати
В статье представлен список послов СССР и России в Кирибати.
5 сентября 1990 года были установлены дипломатические отношения на уровне посольств. До 1993 года отношения со стороны СССР и России осуществлялись через посольство в Папуа — Новой Гвинее, с 1995 года — через посольство в Индонезии.

## Список послов
| Срок полномочий                     | Посол                        | Годы жизни | Вручение верительных грамот | Комментарии         |
| ----------------------------------- | ---------------------------- | ---------- | --------------------------- | ------------------- |
| СССР                                |                              |            |                             |                     |
| 12 декабря 1990 — 25 декабря 1991   | Евгений Фёдорович Рогов      | 1931—2015  |                             | По совместительству |
| Российская Федерация                |                              |            |                             |                     |
| 25 декабря 1991 — 13 июля 1993      | Евгений Фёдорович Рогов      | 1931—2015  |                             | По совместительству |
| 13 сентября 1995 — 29 сентября 1998 | Николай Николаевич Соловьёв  | 1931—1998  |                             | По совместительству |
| 7 сентября 1999 — 6 октября 2004    | Владимир Юрьевич Плотников   | 1943—      |                             | По совместительству |
| 6 октября 2004 — 19 января 2007     | Михаил Михайлович Белый      | 1945—      |                             | По совместительству |
| 2 февраля 2007 — 11 октября 2012    | Александр Анатольевич Иванов | 1952—      |                             | По совместительству |
| 16 октября 2012 — 29 января 2018    | Михаил Юрьевич Галузин       | 1960—      | Февраль 2013                | По совместительству |
| 15 февраля 2018 — 1 марта 2024      | Людмила Георгиевна Воробьёва | 1964—      |                             | По совместительству |
| 7 марта 2025 — настоящее вркмя      | Сергей Геннадьевич Толчёнов  | 1965—      |                             | По совместительству |